# 紅海盜的寶藏
，是比利時漫畫家艾爾吉创作的丁丁歷險記系列漫画的第12部作品。本作是其前作《獨角獸號的秘密》的續集，也是丁丁歷險記中最為暢銷的一本之一。向日葵教授亦在本作中首次登場。

## 故事簡介
丁丁和哈達克船長憑著如謎語般的線索展開尋寶之旅。在茫茫大海中，他們尋找船長祖先曾經居住的荒島，到海底搜索獨角獸號沉船的遺骸……寶藏是否真有其事？哪處才是真正的藏寶地點？